# Джигаура
Джигаура (груз. ჯიღაურა) — село в Грузии, на территории Мцхетского муниципалитета края (мхаре) Мцхета-Мтианети.

## География
Село находится в центральной части Грузии, на правом берегу реки Тезами (левый приток Арагви), на расстоянии приблизительно 7 километров (по прямой) к северо-востоку от города Мцхета, административного центра края и муниципалитета. Абсолютная высота — 600 метров над уровнем моря.

## Население
По результатам официальной переписи населения 2014 года в Джигауре проживало 175 человек (89 мужчин и 86 женщин). В национальной структуре населения грузины составляли 97,7 %.
| Год  | Население, человек |
| ---- | ------------------ |
| 2002 | 160                |
| 2014 | ↗ 175              |